# Die Macht der Liebe und des Weins
Die Macht der Liebe und des Weins war die erste Oper von Carl Maria von Weber. Er komponierte sie um 1799 in München im Rahmen seines Kompositionsunterrichts bei Johann Nepomuk Kalcher. Die Partitur ist verschollen.
Nach dem Umzug der Familie Weber nach München im Herbst 1798 erhielt der junge Carl Kompositionsunterricht bei dem dortigen Hoforganisten Johann Nepomuk Kalcher.:35 In diesem Rahmen entstanden neben Kammermusiken, Klavierwerken u. a. auch eine große Messe und seine erste Oper Die Macht der Liebe und des Weins, die abgesehen von den VI Variationen Op. 2 sämtlich bei einem Brand in Kalchers Haus verloren gingen.:308 Eine Anekdote zufolge hatte Kalcher Webers Kompositionen in einem eigenen Schrank oder Kasten aufbewahrt, der aus ungeklärten Gründen in Flammen aufging. Frühe Weber-Biografen wie La Mara oder auch Georg Kaiser im Kommentar seiner Kritischen Ausgabe von Webers Schriften vermuteten, dass Weber seine Frühwerke absichtlich vernichtet habe und das in der Erinnerung lediglich kaschierte. Dagegen spricht allerdings, dass er später konsequent auch an seinen „Schülerarbeiten“ festhielt.:1102
Vermutlich handelte es sich bei dieser Oper um ein Singspiel der in Süddeutschland gebräuchlichen Art.:308 Joachim Veit stellte in seinem Buch Der junge Weber (S. 364 ff und Anm. 50) die Vermutung an, dass die Arie der Fatima (Nr. 5) aus Abu Hassan, die als Anhang dem ersten Autograph dieses Singspiels beiliegt, aus der Macht der Liebe stammen und man daraus möglicherweise auf das Sujet schließen könnte. Dafür gibt es jedoch keine Belege.:1105 Der im Verlag Breitkopf & Härtel erschienenen Festschrift Gedenkschrift und Arbeitsbericht von Oskar von Hase zufolge soll Webers Vater Franz Anton von Weber dem Verlag gegenüber erwähnt haben, dass das Thema der Variationen Op. 2 dieser Oper entnommen sei. Franz Anton lobte seinen Sohn in einem Brief an Franz Kirms in Weimar vom 17. Januar 1799 mit Bezug auf dieses Werk: „Talent Gottlob! der ersten Gattung …, daß man Ihn hier nicht anderst als der kleine Mozardt heißt“.